# Bilsport (tidskrift)
Bilsport är en tidning om och av bilentusiaster som givits ut sedan 1962. Inledningsvis utgavs den månadsvis, skrev om racing och rally och innehöll ofta detaljerade tävlingsreportage och resultatlistor. På 1970-talet publicerades även statistik om vilka förare som tagit poäng i samtliga Formel 1-lopp. Tidningen berättade tidigt om blivande Formel 1-förarna Reine Wisell och Ronnie Peterson. Med Hasse Adsjö som ansvarig utgivare lades tidningen ned i december 1974.
Utgivningsrätten övertogs sedan av nuvarande förlag och sommaren 1975 återuppstod tidningen på nytt med delvis annan inriktning. Resultat och statistik försvann nästan helt och tävlingsbevakningen minskade.
Den är numera Sveriges bredaste bilentusiasttidning, med material från bilträffar och bilsalonger, besök hemma hos bilbyggare och tester av bilar både utomlands och på den egna testbanan. Bilsport är också delarrangörer av bland annat den stora påskmässan Custom Motor Show i Jönköping som drar runt 90.000 besökare årligen. Ytterligare evenemang som återkommer är EDPS, En Dag På Strippen.